# Kubatrana
Kubatrana (Grus cubensis) är en förhistorisk utdöd fågel i familjen tranor inom ordningen tran- och rallfåglar. Den var endemisk för Kuba. Dess efterlämningar har hittats i avlagringar från pleistocen i provinsen Pinar del Rio. Troligen härstammar den från en tidig invasion av prärietrana som än idag häckar på ön. Kubatranan var dock större samt hade bredare näbb, kraftigare ben och framför allt kortare vingar vilket tyder på att den var oförmögen att flyga.